# لوسیا تودر
لوسیا تودر (انگلیسی: Lucia Toader؛ ۳۰ سپتامبر ۱۹۶۰ – ۸ دسامبر ۲۰۱۳ (aged 53)) ورزشکار روئینگ اهل رومانی بود.
وی در مسابقات کشوری و بین‌المللی در مجموع برندهٔ ۲ مدال طلا، ۱ مدال نقره، ۱ مدال برنز شده‌است.